# Тарандт
Тарандт (њем. Tharandt) град је у њемачкој савезној држави Саксонија. Једно је од 41 општинског средишта округа Зексише Швајц-Остерцгебирге. Према процјени из 2010. у граду је живјело 5.575 становника. Посједује регионалну шифру (AGS) 14628400.

## Географски и демографски подаци
Тарандт се налази у савезној држави Саксонија у округу Зексише Швајц-Остерцгебирге. Град се налази на надморској висини од 214 метара. Површина општине износи 71,2 km². У самом граду је, према процјени из 2010. године, живјело 5.575 становника. Просјечна густина становништва износи 78 становника/km².